# Valiergues
Valiergues település Franciaországban, Corrèze megyében. Lakosainak száma 151 fő (2022. január 1.). Valiergues Chirac-Bellevue, Mestes, Palisse és Saint-Angel községekkel határos.

## Népesség
A település népessége az elmúlt években az alábbi módon változott:
| Lakosok száma | 106  | 120  | 124  | 141  | 142  | 144  | 144  | 143  | 146  | 151  |
|               | 1968 | 1982 | 1990 | 2006 | 2013 | 2015 | 2017 | 2019 | 2020 | 2022 |